# Tomice (Opole)
Pour les articles homonymes, voir Tomice.
Tomice est une localité polonaise du gmina de Głogówek, située dans le powiat de Prudnik (voïvodie d'Opole).